# Onychogomphus nigrescens
Onychogomphus nigrescens là loài chuồn chuồn trong họ Gomphidae. Loài này được Pinhey mô tả khoa học đầu tiên năm 1952.